# Chiesa di San Biagio (Traversetolo)
La chiesa di San Biagio è un luogo di culto cattolico dalle forme barocche e neoclassiche, situato in via Argini 76 a Mamiano, frazione di Traversetolo, in provincia e diocesi di Parma; è sede di una parrocchia compresa nella zona pastorale della Pedemontana.

## Storia
L'originario luogo di culto fu edificato probabilmente nell'XI secolo; la prima testimonianza della sua esistenza risale infatti al 23 agosto 1094, quando il sacerdote Alberto per volontà testamentaria assegnò ai canonici del Capitolo della Cattedrale di Parma la chiesa di Mamiano, che gli era stata donata dagli arimanni in cambio della consacrazione del tempio e della garanzia di protezione nei loro confronti.
L'Ecclesie Sancti Blasii de Mamiano fu menzionata nel 1230 nel Capitulum seu Rotulus Decimarum della diocesi di Parma, tra le cappelle appartenenti al Capitolo della Cattedrale, pur trovandosi all'interno del territorio dipendente dalla pieve di Basilicanova.
Nel 1520 il luogo di culto fu assegnato alle benedettine del monastero di San Quintino di Parma; entro il 1564 fu eretto a sede di parrocchia autonoma, ma le monache mantennero il diritto di nomina del curato.
Tra il 1699 e il 1737 l'antica chiesa fu modificata in stile barocco e notevolmente ampliata con la ricostruzione del presbiterio e dell'abside, la realizzazione della sagrestia e di tre cappelle sul lato destro, il rifacimento della facciata e l'inglobamento del campanile.
Tra il 1831 e il 1832 una serie di scosse telluriche causarono numerosi danni all'edificio, che fu restaurato e ornato con nuovi affreschi negli interni.
Nel 1900 furono effettuati nuovi lavori di ristrutturazione: la soprelevazione del campanile, l'esecuzione di vari interventi funzionali riguardanti le porte interne ed esterne, infine la decorazione della facciata e di alcune parti dell'interno per opera del pittore colornese Dino Mora.
Nel 1938, sempre sul prospetto principale, fu sostituita la finestra centrale con una bifora; in quegli anni, si scolorirono a causa dell'esposizione alle intemperie tutte le decorazioni, fra cui i dipinti a trompe-l'œil che creavano l'illusione ottica di due nicchie simmetriche contenenti le statue di San Fabiano e San Sebastiano.
Nel 1961 il tempio fu sottoposto a importanti lavori di restauro con l'eliminazione delle sei cappelle e l'apertura al loro posto di due navate laterali, con una nuova decorazione degli interni, la chiusura della bifora e dei due ingressi secondari sulla facciata e la creazione del nuovo sagrato; nel 1974 fu infine realizzata la finestra al centro del prospetto principale e fu ripristinata la guglia sul campanile, rimossa nel 1935 in quanto pericolante.
Il 23 dicembre 2008 una violenta scossa tellurica colpì la zona, provocando crolli e gravi danni strutturali al luogo di culto, che fu dichiarato inagibile; i lavori di ristrutturazione, che interessarono l'intero edificio, furono completati dopo tre anni, con la riapertura della chiesa l'8 dicembre del 2011; la solenne cerimonia di riapertura fu celebrata dal vescovo di Parma Enrico Solmi il 3 febbraio del 2012, giorno di san Biagio. I lavori di restauro del campanile furono invece eseguiti nell'estate del 2017 e il 27 settembre la struttura fu inaugurata dal vescovo Solmi in occasione della visita pastorale.

## Descrizione

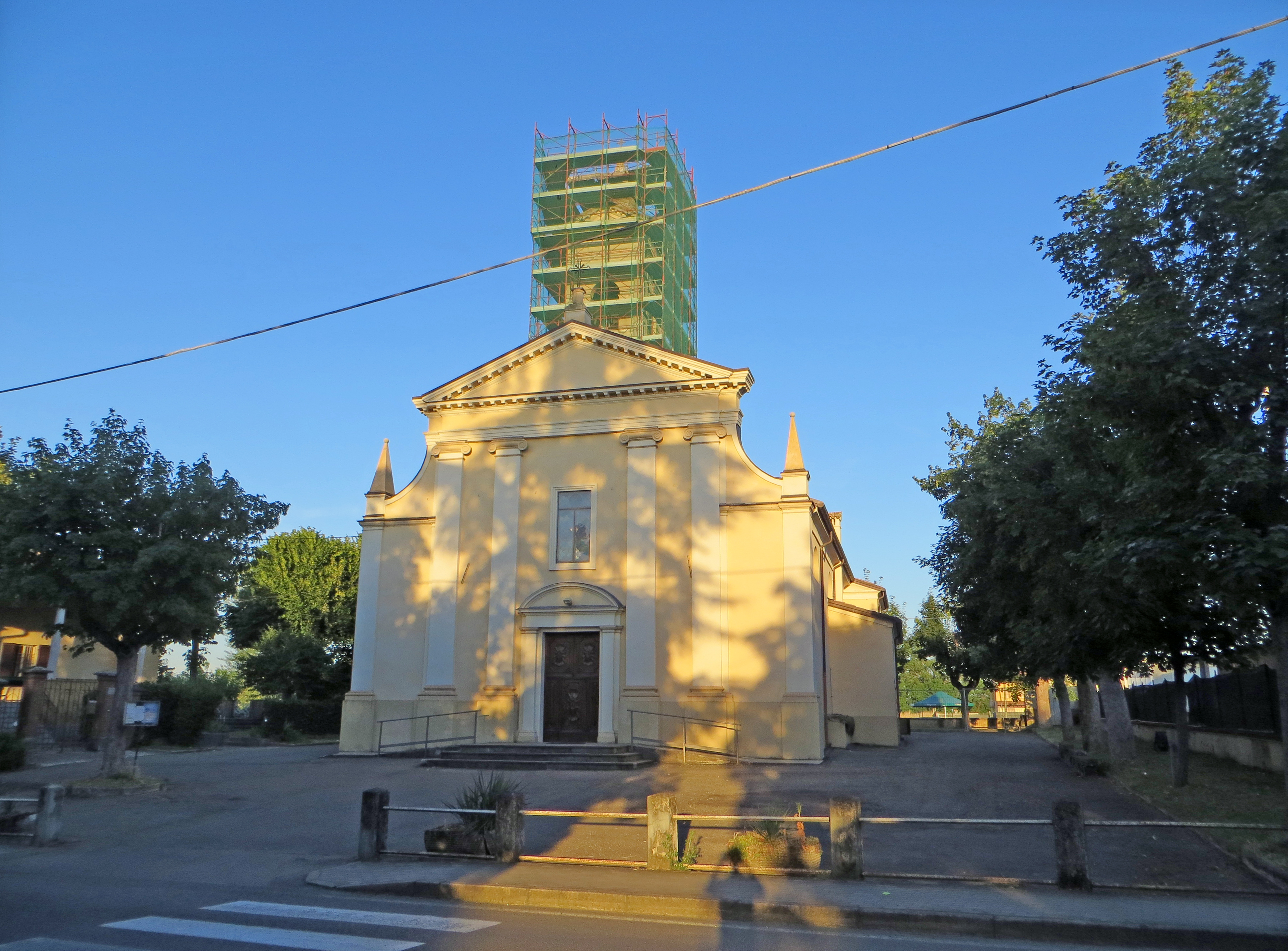
Facciata

La chiesa si sviluppa su un impianto a tre navate, con ingresso a ovest e lungo presbiterio absidato a est.
La simmetrica facciata, interamente intonacata, è suddivisa verticalmente da sei lesene, di cui le quattro centrali più alte, coronate da capitelli ionici, sostengono la trabeazione e l'ampio frontone triangolare modanato in sommità; nel mezzo è collocato il portale d'ingresso, con portone del 1736, delimitato sui lati da lesene binate con capitelli dorici a sostegno del timpano circolare di coronamento; superiormente si apre un grande finestrone rettangolare incorniciato; alle estremità del prospetto il frontone si raccorda con le più basse lesene laterali attraverso due ampie volute, che si concludono in altrettanti pinnacoli piramidali.
Il campanile, alto oltre 31 m, si eleva accanto all'abside in corrispondenza dello spigolo nord-est dell'edificio; la torre, decorata con lesene e fasce orizzontali, si conclude sui quattro lati, oltre le aperture ad arco a tutto sesto della cella campanaria, con frontoni triangolari modanati, analoghi a quello della facciata principale del tempio; in sommità si staglia la guglia conica di coronamento in rame, alta 5 m.
All'interno la navata centrale, coperta da una serie di volte a crociera dipinte, è suddivisa da quelle laterali, chiuse superiormente da volte a botte, attraverso ampie arcate a tutto sesto rette da massicci pilastri, arricchiti da lesene doriche a sostegno del cornicione perimetrale modanato.
All'inizio della navata destra è collocato il quadro raffigurante Le anime del Purgatorio invocano l'eucaristia, eseguito agli inizi del XVIII secolo forse da Clemente Ruta; la navata sinistra ospita un confessionale ligneo seicentesco ornato con i gigli farnesiani, scolpito in stile tardo rinascimentale, il dipinto della Sacra famiglia con corona di fiori, risalente al XVII secolo, e un altare barocco ligneo policromo del 1704, sormontato dalla pala seicentesca rappresentante la Madonna col Bambino, santi e stemma dei Mamiani.
Il presbiterio, lievemente sopraelevato, è preceduto dall'ampio arco trionfale, decorato con affreschi raffiguranti un cartiglio contenente nel mezzo la dedica a san Biagio, realizzati agli inizi del XVIII secolo; ai lati si ergono due lesene scanalate coronate da capitelli corinzi in stucco; l'ambiente, coperto da una volta a botte decorata con affreschi ottocenteschi, accoglie l'altare maggiore marmoreo a mensa; sulle pareti sono collocati i dipinti seicenteschi raffiguranti, sulla destra, la Madonna col Bambino e i santi Michele e Giovanni Evangelista e, sulla sinistra, la Madonna col Bambino e i santi Sebastiano, Fabiano, Nicola da Tolentino e Rocco.
L'abside a pianta semicircolare, ornata sul catino dall'affresco rappresentante l'Incoronazione di san Biagio, è illuminata dalle vetrate policrome di due ampi finestroni ad arco a tutto sesto; sul fondo si staglia all'interno di un'ancona la pala d'altare raffigurante San Biagio operante un miracolo, eseguita nel 1847 da Francesco Pescatori e donata dalla duchessa di Parma Maria Luigia.
La sagrestia, coperta da una volta ornata con un affresco settecentesco raffigurante gli Angeli e la croce, ospita una credenza con alzata intagliata nel 1760, un inginocchiatoio risalente agli inizi del XVIII secolo e un ostensorio in argento sbalzato.
La chiesa conserva inoltre un bassorilievo in marmo raffigurante la Madonna col Bambino e il cardellino, opera di Alceo Dossena.